# Diporiphora linga
Espèce
Statut de conservation UICN

 LC  : Préoccupation mineure
Diporiphora linga est une espèce de sauriens de la famille des Agamidae.

## Répartition
Cette espèce est endémique d'Australie-Méridionale. Elle se rencontre dans les environs de Koonibba.

## Publication originale
- Houston, 1977 : A new species of Diporiphora from South Australia and geographic variation in D. winneckei Lucas and Frost (Lacertilia: Agamidae). Transactions of The Royal Society of South Australia, vol. 101, p. 199-206 (texte intégral).